# Stazione di Blackrock
La Blackrock railway station o Blackrock DART station (in gaelico "Stáisiún An Charraig Dhubh") è una stazione ferroviaria situata a Blackrock, paese a sud di Dublino, capitale dell'Irlanda. Consta di due binari operanti e fu aperta il 17 dicembre 1834.
È una della stazioni facente parte della DART, il servizio ferroviario suburbano di Dublino e, nello specifico, della linea denominata Trans-Dublin.
Alla stazione si trova la fermata delle linee 7, 7a, 8, 17, 45 e 114 dei bus della capitale.

## Servizi
- Servizi igienici
- Taxi
- Capolinea autolinee
- Biglietteria a sportello
- Biglietteria self-service
- Distribuzione automatica cibi e bevande